# 亨里克·拉松
亨里克·爱德华·拉尔森，MBE（1971年9月20日—），生于斯科讷的赫尔辛堡，瑞典男子足球員，司職前鋒。瑞典和賽爾提克隊史的傳奇巨星之一，雖然他這輩子在塞爾提克公園球場的第一顆和最後一顆正式賽事進球都是給了賽爾提克的對手（第一球為烏龍球，最後一球則是以巴塞隆納球員的身分作客踢進的）。2004年，瑞典足协为了表彰他的成就，授予了他“瑞典足球过去50年最伟大球员”的称号。
拉尔森最擅长出任中锋，不过由于他速度较快，技术细腻且做球能力不错，他也常常出任二前锋、边锋甚至中场。他个子不高（177厘米），却有北欧球员最擅长的出色的头球。他亦有着一般北欧球员所没有的细腻的脚下技术——他的盘带和突破相当有威胁。他的抢点意识和能力也被公认为世界一流。他全面的能力使他在瑞典国家队和凯尔特人都是锋线上至关重要的箭头人物。来到巴塞罗那后，由于攻击线人才济济，加上自己年事已高，主教练列卡特（Frank Rijkaard）通常把他作为锋线上的主力替补使用，以发挥他丰富的经验。

## 生平

### 球員生涯

#### 球會
拉尔森的职业生涯是在赫加博里（Högabor）起步的，当时他17岁。他随后又先后加入了赫尔辛堡。之后虽然他还曾经有意前往草蜢踢球，但是最后他还是选择以295,000英镑的身价转会飛燕諾。期间他代表瑞典國家足球隊参加了1994年世界杯，他打入两球，帮助瑞典获得了这届比赛的季军。他飘逸的球风和当时留着的一头小辫给球迷留下了深刻印象。1997年7月，当时的凯尔特人主帅维姆·扬森（Wim Jansen）以650,000英镑的价格签下了拉尔森，不过他在凯尔特人的开始并不顺利，当他在复活节路球场代表凯尔特人首次出场，出战喜百年的比赛中，他一个漫不经心的失误，将球传给了希伯尼安球员奇克·查恩利（Chic Charnley，此人是有名的凯尔特人球迷），导致球队以2 - 1客场告负。而他在欧洲赛场的首次出场也好不到哪里去：他打入了一个乌龙球。不过凯尔特人最终还是以总比分6-3晋级下一轮。
不过之后的七个赛季，拉尔森以他的实力征服了凯尔特人球迷的心——他在各种正式比赛中出场315次，射入了242粒进球，是凯尔特人历史上的第三射手。2001年夏，他凭借之前一个赛季的35粒联赛进球成为这个赛季的欧洲最佳射手，荣膺欧洲金靴奖。算上他在其他正式比赛中的进球，他的赛季总进球数达到了惊人的53粒。在2003年的欧洲联盟杯决赛中，拉尔森打入了两记精彩的进球，但是凯尔特人还是以2-3惜败于波尔图，屈居亚军。不过同时他也刷新了一项重要纪录：他成为了历史上英伦三岛所有球队中打入欧战进球最多的球员。

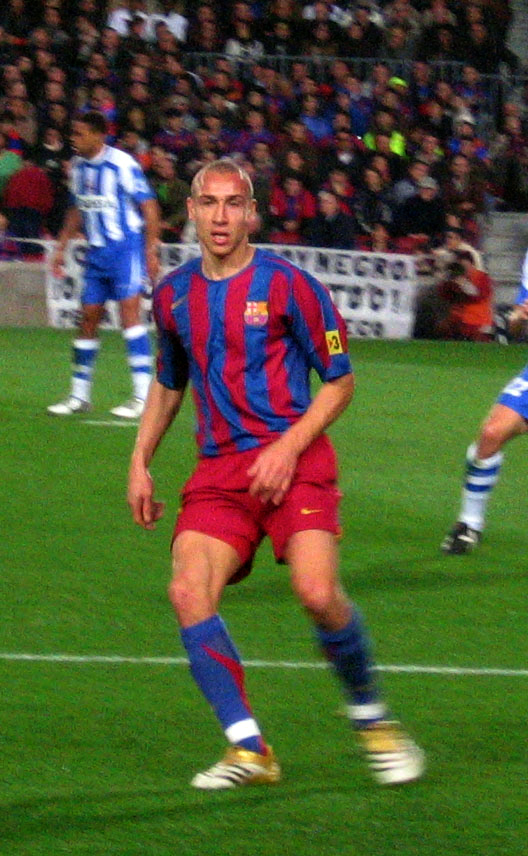
效力巴塞時的拿臣

在2003/04赛季结束后，拉尔森没有选择与原俱乐部续约，成为了自由球员。虽然此时他已经近33岁了，但他的实力以及他在当年夏天的2004年欧洲足球锦标赛上的优异表现还是使他获得了多支强队的青睐。最终他选择与西甲巨人巴塞隆拿签订了为期一年的合同（其中还附带有优先追加一年合约期的条款）。虽然在之后的2004/2005赛季中，他因在与皇家马德里的“西班牙德比”中受重伤而缺席了大半个赛季的比赛，球队还是决定与他追加一年合同，与他签约到2005/2006赛季结束。拿臣於巴塞隆拿隊中經常表現出其過人的經驗和價值，如2006年歐聯決賽（亦即拿臣代表巴塞隆拿的最後一場），當球隊以0-1落後於阿仙奴，拿臣的入替便激活球隊進攻，在下半场75和81分钟两次助攻队友得分，帮助巴塞罗那第2次捧起欧洲冠军奖杯，赛后他被认为是改变比赛进程的关键人物。
在2004年转会巴塞罗那后，拉尔森在对老东家凯尔特人的一场欧洲冠军联赛比赛中打进一球。赛后他说：“我在这里有过无数美好的瞬间，庆祝这个进球对我来说实在太难以做到了。”（"It was very difficult for me to celebrate my goal because I had so many great times here..."）
2006年世界杯结束后，拉尔森自由转会到瑞典的赫尔辛堡。2006年末，受到前锋线伤病问题困扰的曼联决定租借拉尔森两个月。2007年1月7日替球隊於英格蘭足總盃第三圈迎戰阿士東維拉首度處子上陣，並且即為曼聯攻入一球，最終協助球隊以二比一擊敗對手。拿臣雖然僅為曼聯上陣7場，在联赛、足总杯和歐聯中有着不错的表现，成功地解決當時兵源緊絀的曼聯鋒線的燃眉之急，是當季曼聯重奪冠軍的重要一環。

#### 國家隊

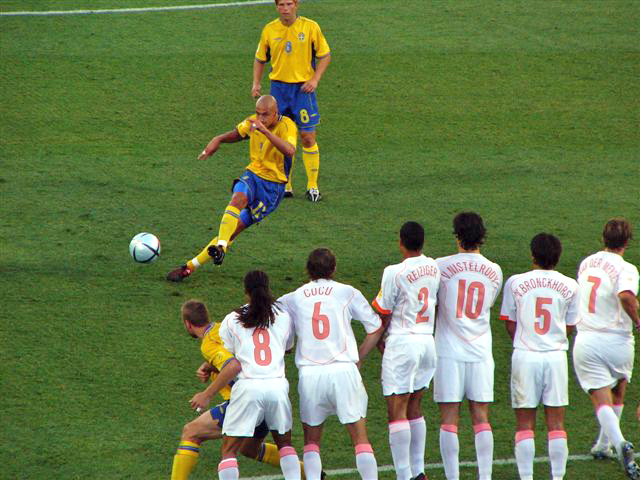
拿臣在2004年歐洲國家盃

2002年世界杯（拉尔森在这届比赛中打入3球）结束后，已经31岁的拉尔森决定退出国家队。这位核心球员的退役在瑞典国内引起了不小的恐慌，人们纷纷呼吁他在关键的2004年欧洲足球锦标赛开始前回到国家队。起初他的去意相当坚决，以至于欧足联主席、瑞典人伦纳特·约翰松（Lennart Johansson）和瑞典首相约兰·佩尔松（Göran Persson）也来劝说他早日回归国家队。最终，拉尔森还是听从了他儿子的建议，在欧锦赛前返回国家队。这届欧锦赛，拉尔森在4场比赛中射入3球，带领瑞典队以小组第一的成绩杀入四分之一决赛，最后仅在点球大战中惜败于荷兰。2004年，瑞典足协为了表彰他的成就，授予了他“瑞典足球过去50年最伟大球员”（"Greatest Swedish football player of the last 50 years"）的称号。
拉尔森为瑞典国家队出场83场，进球33个，其中大多数比赛他是以中场球员或边锋的身份而非他最擅长的中锋位置登场的。他首次在国际大赛中出现（1994年世界杯）就以两个精彩入球给球迷留下了深刻印象，并帮助瑞典夺得季军。而在他参加的另一届世界杯：2002年世界杯中，他打入了3球。他还参加了两届欧锦赛，分别是在2000年和2004年。

### 領隊生涯
拉尔森职业生涯中最为辉煌的七年时间是在苏格兰格拉斯哥的些路迪度过，於2009年退役後在瑞典乙組球會兰斯干拿（Landskrona）開始領隊工作。
2015年11月，亨里克·拉尔森轉任希爾星堡領隊。2016年瑞典足球超級聯賽，希爾星堡只取得第14位，並在附加賽護級失敗，亨里克·拉尔森宣布辭職。

## 轶事
亨里克·拉尔森在他职业生涯的早期以一头颇具黑人特色的小辫著称。不过在2000年欧锦赛结束后，他开始以光头示人。

## 家庭
父亲是西非佛得角人，母亲是瑞典人。
亨里克·拉尔森已婚并有两个孩子，分别是1997年出生的儿子乔丹（Jordan）和2002年出生的女儿珍妮丝（Janice）

## 榮譽
球隊
- 荷蘭盃：1993－94年 及 1994－95年
- 蘇格蘭超級聯賽 (4次)：1997－98年, 2000－01年, 2001－02年, 2003－04年
- 蘇格蘭聯賽盃：1997－98年, 2000－01年
- 蘇格蘭足總盃：2000-01, 2003－04年
- 西班牙甲組聯賽：2004－05年, 2005－06年
- 西班牙超級盃：2005－06年
- 歐洲聯賽冠軍盃：2005－06年
- 英超聯賽冠軍:2006/07年

瑞典
- 1994世界盃季軍

個人
- 歐洲金靴獎：2000－01年
- 瑞典足球先生：1998年, 2004年
- 員佐勳章（MBE，以表揚拿臣在蘇格蘭足球有重大的貢獻）
- 2004年歐洲國家盃最佳陣容[4]